# Theologisches Seminar Adelshofen
Das Theologische Seminar Adelshofen ist ein evangelikales theologisches Seminar in Trägerschaft der Kommunität Adelshofen e.V. Es bietet eine Berufsausbildung in Gemeindepädagogik und ein akademisches Aufbaustudium mit zwei Studiengängen in Kooperation mit der University of South Africa (Unisa) an.

## Geschichte
Der Ortspfarrer Otto Riecker (1896–1989) betete bei seiner Neuanstellung 1950 in Eppingen um eine Erweckung durch seinen Dienst. Durch eine Evangelisation 1955 kamen viele Dorfbewohner zum christlichen Glauben. Am 20. Januar 1958 gründete er die „Bibelschule“ – heute: Theologisches Seminar Adelshofen – und begann mit wenigen Studenten im Pfarrhaus die Ausbildung. Die Erfahrungen im gemeinsamen Leben auf engstem Raum inspirierten einzelne Studierende, sich zu einer verbindlichen Lebensgemeinschaft (Kommunität) zusammenzuschließen. Sie entdeckten: „Erst in der Festlegung ist Freiheit.“
Es kam 1962 zur Stiftungsstunde der Kommunität Adelshofen. Parallel dazu entwickelte sich eine rege Bautätigkeit. Mit Unterstützung ihres Freundeskreises entstanden am Ortsrand "ohne finanzielle Rücklagen und unter viel Gebet im alleinigen Vertrauen auf Gott" mehrere Häuser des Seminars.
In den ersten 60 Jahren seit Bestehen hat das TSA mehr als 850 junge Männer und Frauen zu Jugendreferenten, Diakonen, Evangelisten und Missionaren ausgebildet.

## Ausbildung und Studium
- Die Berufsausbildung befähigt Absolventinnen und Absolventen für den vollzeitlichen Dienst in Gemeinde (Gemeindepädagoge/in, Gemeindediakon/in, Evangelist/in, Pastor/in, Prediger/in, in sozial-diakonischen Aufgaben im In- und Ausland) und Mission. Diese Ausbildung setzt sich aus zwei staatlich und landeskirchlich anerkannten Abschlüssen zusammen:
  - einjähriges Berufskolleg für Gemeindepädagogik
  - dreijährige Fachschule für Gemeindepädagogik und Mission

- Akademisches Aufbaustudium (AAS), Bachelor in Theology (BTh Hons) und Masterstudium in Praktischer Theologie in Zusammenarbeit mit der University of South Africa. Bei erfolgreichem Abschluss des Masterstudien verleiht die University of South Africa als Partner den akademischen Grad eines Master of Theology (MTh) mit dem Schwerpunkt der Praktischen Theologie, der internationale staatliche Anerkennung genießt und auch die Türen für weitere akademische Arbeit öffnet. Studienfächer sind u. a. Gemeindeaufbau und Gemeindeleitung, Verkündigung und Gottesdienst, Religions- und Gemeindepädagogik sowie Seelsorge und Beratung.

- Zielgruppen-Angebote. Für bestimmte Zielgruppen werden verschiedene Studiengänge angeboten:
  - Berufsbegleitendes Vollstudium für hauptamtliche Mitarbeiter, wobei die Dauer des Studiums von den individuellen oder familiären Möglichkeiten abhängt.
  - Kompaktes Präsenzstudium für hauptamtliche Mitarbeiter
  - Einzelkurse zur persönlichen Weiterbildung
  - Doktoralprogramm

Für engagierte Mitarbeiter aus Gemeinde, Kirche und Mission bietet das Theologische Seminar die Möglichkeit, an einzelnen Kursen zur persönlichen Weiterqualifikation und persönlichen Fortbildung teilzunehmen.
Das Seminar ist Mitglied der Konferenz Bibeltreuer Ausbildungsstätten (KBA), der Europäischen Evangelikalen Akkreditierungsvereinigung (EEAV, bzw. in engl.: European Evangelical Accrediting Association, EEAA), des Rings Missionarischer Jugendbewegungen (RMJ), der Arbeitsgemeinschaft Evangelikaler Missionen (AEM) und seit 2020 korporatives Mitglied des Arbeitskreises für evangelikale Theologie.

## Leitung
- 2014–2019: Manfred Baumert[4]
- 2019–2022: Alexander Stavnichuk[5]
- ab 2023: Jürgen Schulz[6]